# Dobri časi, slabi časi
Dobri časi, slabi časi (v nemščini Gute Zeiten, schlechte Zeiten) je nemška nadaljevanka, ki so jo na nemški komercialni televiziji RTL prvič predvajali maja 1992 in je doslej najuspešnejša nemška nadaljevanka v svojem žanru.
Leta 1990 je prva nizozemska zasebna televizija RTL4 začela predvajati nadaljevanko Goede Tijden, Slechte Tijden po vzoru avstralske nadaljevanke The Restless Years, ki so jo predvajali med letoma 1977 in 1981. Nadaljevanka je postala na Nizozemskem velika uspešnica in jo predvajajo še danes.
Po scenariju limonadnice The Restless Years so začeli tudi pri RTL-u snemati nadaljevanko v nemščini; prvih 230 epizod so posneli po predelanih avstralskih scenarijih, od leta 1993 pa pišejo Nemci svoja lastna nadaljevanja. Današnji nizozemska in nemška nadaljevanka nimata več skupnih smernic glede zgodbe. 
Nadaljevanko si vsak večer ogleda okoli 4,5 milijona gledalcev; leta 2002 je s sedmimi milijoni gledalcev dosegla višek gledanosti. Zgodba se dogaja v nemški prestolnici Berlinu in govori o prepletenih življenjskih zgodbah zlasti mlajših ljudi.
V nadaljevanki sta med drugimi nastopali tudi Jeanette Biedermann in Yvonne Catterfeld, ki sta kasneje nadaljevali zelo uspešno glasbeno kariero.

## Weblinks
- Dobri časi, slabi časi (nemško)
- Dobri časi, slabi časi Spoiler Arhivirano 2012-07-01 na Wayback Machine. (nemško)